# 3-甲氧基苯酚
3-甲氧基苯酚或间甲氧基苯酚(英語：3-Methoxyphenol，m-Methoxyphenol）别名间羟基苯甲醚或间羟基茴香醚（m-hydroxyanisole）是一种有机化合物，化学式C7H8O2，可见于黄花酢浆草、清香木、Sedum crassularia等物种。为化工生产中间体。

## 合成制备
3-甲氧基苯酚常用间苯二酚为原料制备，有多种制备方式：1.间苯二酚与卤代甲烷在高压釜中反应得到。2.间苯二酚和对甲苯磺酸甲酯反应。3.间苯二酚与甲醇、对甲苯磺酸一起反应。4.间苯二酚与硫酸二甲酯反应。等。